# لوسی هوفلیش
لوسی هوفلیش (Lucie Höflich; ۲۰ فوریهٔ ۱۸۸۳ – ۱ ژانویهٔ ۱۹۵۶) یک بازیگر سینما اهل آلمان بود.
از فیلم‌ها یا برنامه‌های تلویزیونی که وی در آن نقش داشته است می‌توان به تارتوف، روبرت کخ، خیابان، ۱۹۱۴، پیر گینت و موش‌ها اشاره کرد.